# Das Bekenntnis der Ina Kahr
Das Bekenntnis der Ina Kahr ist ein deutsches Ehedrama aus dem Jahre 1954 von G. W. Pabst mit Curd Jürgens und Elisabeth Müller als Ehepaar in der Krise in den Hauptrollen.

## Handlung
Die Geschichte beginnt mit dem Ende: Ina Kahr, eine brave, junge und treue Ehefrau hat ihren Gatten Paul vergiftet und steht, da sie sich selbst angezeigt hat, für dieses schwere Verbrechen nun vor Gericht. Sie gibt alles zu, ohne sich zu der Angelegenheit weiter einzulassen, und wird infolgedessen in erster Instanz zum Tode verurteilt. Rechtsanwalt Dr. Pleyer will im Wiederaufnahmeverfahren unbedingt die wahren Hintergründe für diese Verzweiflungstat ans Licht bringen und kämpft mit ernsthaftem Eifer für seine Mandantin, in die er sich verliebt hat. Nun erzählt Ina Kahr – in Rückblenden – die Leidensgeschichte ihrer Ehe. Dabei hatte doch alles so gut angefangen…
Ina Kahr hatte eine beschützte Kindheit. Ihr Bekenntnis beginnt, als sie noch im blitzsauberen Haushalt ihres Vaters, eines Wissenschaftlers, gemeinsam mit der Großmutter lebte. Ihre ersten beruflichen Erfahrungen sammelte sie als Assistentin des Vaters. Eines Tages lernt sie den flotten Paul Kahr, seines Zeichens Reklamechef der Firma Sörensen, kennen, einen smarten, weltgewandten und doch ein wenig windigen Frauenbetörer, der Ina gern mal mit seinem windschnittigen Sportwagen abholt. Ina Kahr ist ein typisches Produkt ihrer Zeit: brav, sittsam, sich ganz den Wünschen der Männer unterordnend. Und so widersteht sie auch nicht der Versuchung, sich vom Luftikus Paul, den sie aufrichtig liebt, der selbst aber weder zu tiefgründigen Beziehungen noch zur Treue imstande ist, betören zu lassen: erst bei einer Tasse Kaffee beim Rendezvous am See und schließlich auch noch, in dem sie seinen Heiratsantrag annimmt.
Ina Kahr weiß sich zu benehmen, sie „funktioniert“, so wie man es von einer bundesdeutschen Ehefrau der Adenauer-Zeit erwartet. Sie ist fasziniert von dem „ganzen Kerl“ Paul, der Sätze sagt wie „Du weißt nicht, wie ich gelebt habe. Saufen und Weiber. Ich gehe vor die Hunde, wenn ich nicht einen Menschen finde. Du, das geht nicht gut aus mit mir, ich hab’ Angst. Aber ich bin zu feige, Schluss zu machen. Ich brauche dich, mein süßes, geliebtes, kleines Mädchen.“ Für Ina signalisiert Paul damit auch, wie sehr er der „Rettung“, der Erlösung durch ein kreuzbraves (Haus-)Frauchen wie ihr bedarf. Doch rasch entwickelt sich die Ehe dieser beiden grundverschiedenen Menschen zu einer Katastrophe. Während Ina sich erhofft, ihren Neugatten durch ihre Häuslichkeit und Bravheit „zähmen“ zu können, bleibt Paul weiterhin der alte: Jäger und Sammler, Säufer und professioneller Frauenbeglücker. Er betrügt Ina nach Strich und Faden mit scheinbar lasterhaften und sich aufreizend verhaltenden Frauen, Nachteulen und Bargänger wie er, während Ina stets das biedere Flair einer Gouvernante umgibt.
Als Erstes sinkt Marianne, die schon immer ein Auge auf den Schwerenöter geworfen hatte, in Pauls Arme. Ausgerechnet Marianne, Inas beste Freundin! Pauls „Entschuldigung“, wenn man die Erklärung seines Verhaltens denn so bezeichnen möchte, gegenüber seiner geschockten Gattin fällt recht lapidar aus: „Da springt ein Funke auf, aus einem Blick, aus einem Nichts, und schlampig, wie der Mann nun einmal ist …“, versucht Paul, sein Verhalten gegenüber Ina zu entschuldigen. Ina schluckt … und nimmt alles schicksalsergeben hin. Fast anklagend spricht er zu ihr: „Es ist grotesk. Du sitzt da und quälst dich, und ich hab’ das Gefühl: Was war denn schon?“ „Und wenn es umgekehrt wär’?“ fragt Ina ihren Mann. Er würde sie wohl umbringen, meint Paul, und so erkennt Ina, dass mit diesem Mann in Zukunft ihre einzige gangbare Verhaltensweise wäre, seine Fremdgänge stets zu verzeihen, wenn sie ihn nicht verlassen wollte. Ohne Anflug von Sarkasmus erwidert Paul: „Du bist eine wunderbare Frau.“ Die „wunderbare Frau“ beginnt die Schuld einzig bei sich zu suchen und still vor sich hin zu leiden. Ina kann Paul davon überzeugen, die Firma Sörensen zu verlassen, um sich selbstständig zu machen, aber natürlich auch, um damit der dort gleichfalls arbeitenden Dauerversuchung Marianne zu entkommen. Paul gehorcht und gründet mit Inas Geld ein eigenes, kleines Werbeunternehmen. Doch die Versuchungen verschwinden dadurch nicht, sie bekommen nur einen anderen Namen, ein anderes Gesicht. Die neue heißt Cora und ist seine Geschäftspartnerin…
Wieder schwankt Paul zwischen Selbsterkenntnis und Fremdbezichtigung: Er sagt „Ich bin ein Ungeheuer“, aber auch, zu Cora gewandt: „Du erlaubst, dass die Männer ihre Phantasie mit dir beschäftigen.“ Die nächste in Pauls langer Reihe heißt Helga, hat sich einst unter dem Männernamen Helmut bei Pauls Firma um eine Stelle beworben und bekommt nun sehr viel mehr vom neuen Chef zu spüren, als sie erwartet hatte. Die seelisch geschundene Ina und Helga sprechen sich miteinander aus, beide Frauen kommen zu einer vernunftorientierten Lösung. Da fällt der entscheidende Satz: „Paul muss zerstören, sich und die anderen.“ Ina erkennt, dass sie ihren Mann niemals ändern wird und auch nicht kann. Helga, einst in Japan aufgewachsen, kehrt nach Asien zurück, und Ina bekommt ungerechterweise von Paul den Vorwurf zu hören, sie habe durch ihre Aussprache mit Helga sein Glück zerstört. Sie will ihn verlassen und muss doch erkennen, dass Paul mehr und mehr innerlich wie äußerlich verkommt. Sie sieht ihre letzte Möglichkeit darin, seine armselige Existenz zu beenden, indem sie ihn tötet und sich gleich mit. Und so nehmen beide ihre geliebte Tasse Kaffee, doch diesmal ist die von Paul vergiftet. Mit seinem letzten Atemzug bedankt er sich sogar für Inas aus Gnade und Mitleid geborene Tat.
Inas Anschlag auf das eigene Leben ist jedoch nicht erfolgreich, sie überlebt ihren Selbstmordversuch und steht nun vor Gericht. Dr. Pleyer kämpft wie ein Löwe und ist recht zuversichtlich, dass er das harte Urteil der ersten Instanz aufgehoben bekommt. Tatsächlich zeigt sich das Gericht einsichtig und das neue Urteil zeigt viel Verständnis für Ina Kahrs Handeln. Jetzt können sie und ihr Anwalt auf eine gemeinsame Zukunft hoffen. Nach nur wenigen Monaten hinter Gittern holt Inas freudestrahlender Vater seine in jeder Hinsicht „befreite“ Tochter zu sich nach Hause.

## Produktionsnotizen
Das Bekenntnis der Ina Kahr entstand zwischen dem 27. Juli und dem 3. September 1954 im Atelier der Bavaria Film in München-Geiselgasteig sowie in Grünwald und Feldafing (beides nahe München) und wurde am 12. November 1954 in Bielefeld (Astoria) und Bonn uraufgeführt. Am 16. November 1965 erfolgte die erste Fernsehausstrahlung auf DFF 1 (DDR).
Otto Pischinger und seine spätere Frau Herta Hareiter entwarfen die Filmbauten, Hannes Staudinger war einfacher Kameramann unter Günther Anders’ Chefkamera. Die Produktionsleitung lag in den Händen von Auguste Barth-Reuß.

## Auszeichnungen
Die FBL verlieh dem Film das Prädikat wertvoll.

## Kritiken
Paimann’s Filmlisten resümierte: „Eine der rückblendenden Gerichtssaal-Filme, trotz starker Nebenszenen (Renate Mannhardt) in seiner Publikumsresonanz von der Einstellung zu den an sich vorzüglich interpretierten Hauptfiguren abhängig, jedenfalls aber … besonders auf Frauen bemerkenswert wirksam.“

„Der Protagonist in INA KAHR … will kein Willy Birgel sein. Er ist im Kern ein Anti-Bürger, ein Kreativer, der sich nicht mit den befohlenen Gerüsten befestigen mag, aber kein anderes Leben findet. Sex und Alkohol sind der Weg, auf den er eigenwillig gerät. Das ist ihm nicht geheuer, er sucht eine Retterin. Die Figur der aufopferungsvoll liebenden Frau spielt bei der Reintegration der entgleisten und verwilderten Männer in die bürgerliche Gesellschaft nach dem Krieg eine tragende Rolle. Heiliger Ernst, tödliche Strenge, gravitätisches Abwägen. Es ist von jüngstesgerichtlicher Wichtigkeit, den Geschehnissen auf den Grund zu gehen, um herauszufinden, was richtiges und falsches Handeln, wer zur Rechenschaft zu ziehen ist. Eng wird das Urteilen um die Leute gezurrt, Zaumzeug und Sattel, damit sie springen oder tanzen.“

„Die Verfilmung eines Illustriertenromans mißlang dem einstmals renommierten Regisseur G.W. Pabst (‚Die freudlose Gasse‘, 1925; ‚Dreigroschenoper‘, 1931) zu einem larmoyanten Kriminal-Melodram.“